# Mihai Dragomir

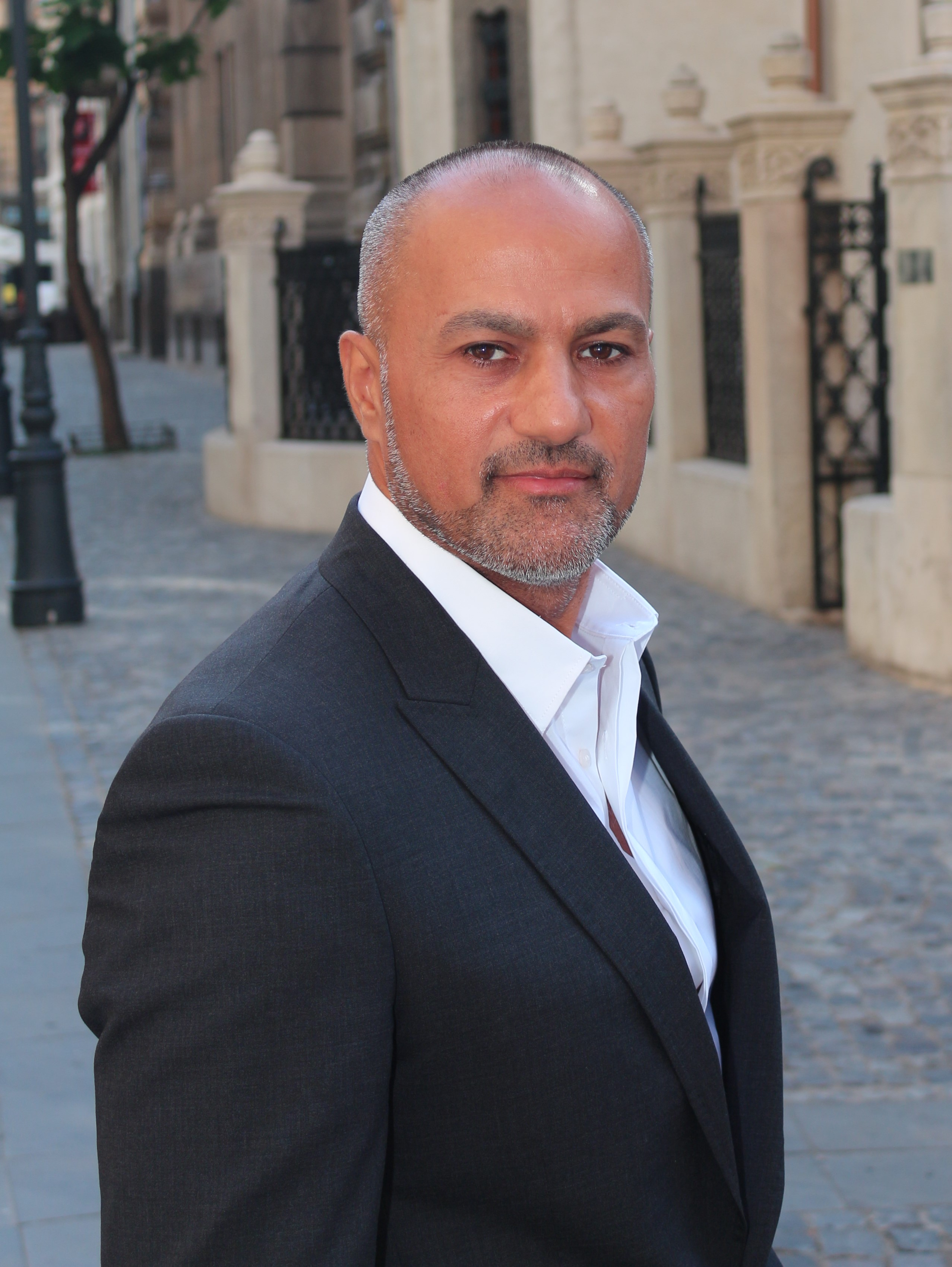

Mihai Dragomir (n. 9 februarie 1971, București) este fost jucător de handbal, portar pentru Steaua. După ce s-a retras din viața competițională a devenit Doctor în Prevenția și Întreținerea Mașinăriei Umane (Corpului Uman), profesor, arbitru în fitness, antrenor Maestru al Sportului, consilier în nutriție și specialist în fitness.

## Biografie
Mihai Dragomir s-a născut la București. În primii săi ani ca sportiv de performanță a jucat fotbal, dar în cele din urmă a ales handbalul pentru cariera sa, ca portar de handbal pentru Steaua. Mai târziu a urmat Academia Națională de Educație Fizică și Sport (ANEFS). 

## Activitate
A fost arbitru național al Federației Române de Culturism și Fitness, specialist în sănătate și formarea multidisciplinară pentru revista Men’s Health România. A condus și conceput antrenamentele pentru concursul Dă Jos Burta organizat de Men's Health România, cu rezultate remarcabile. Este autorul rubricii Strategii în Sănătate publicată în revista Medica Academica. 
A mai scris ca specialist pentru Tenis Partener, Golf Life Style, Men's Health România și este autorul cărților Ia-ți Porția de Sănătate, Visul de a deveni campion. Cea mai recentă carte apărută în noiembrie 2017 este Viața Altfel, Viața are totul dar într-o altă ordine. În 2010 a publicat lucrarea științifică intitulată Beneficiile asocierii dintre dieta hipocalorică și exercițiile fizice privind scăderea în greutate prezentată și susținută la XXXI FIMS SPORT MEDICINE WORLD CONGRES Puerto Rico.
Este probabil unul dintre puținii antrenori de fitness din România care în anii 90 se afla lângă legenda fitness-ului internațional Ben Weider. Președintele IFBB, Rafael Santonja (succesorul lui Ben Weider) l-a premiat în 2007 la campionatele de fitness de la Santa Suzana, iar IFBB (Federația Internațională de Culturism și Fitness) l-a numit Promotorul Fitness-ului în România și in secolul XXI. 
A studiat nutriția și alimentația cu renumitul italian Mauro di Pasquale, în colaborare cu Asociația Internațională de Știință și Sport (ISSA). Preocupat de îngrijirea oamenilor, bunăstarea, echilibrul lor și mai ales de prevenția privind sănătatea, a creat primul și singurul concept de fitness anti-îmbătrânire în România - CARDIO MIX FITNESS ANTI AGING CONCEPT (marcă înregistrată din 2008).

## Legături externe

### Interviuri
- Interviu cu Mihai Dragomir, promotorul fitness-ului din România[nefuncțională]
- Mihai Dragomir: "Sanatatea trebuie sa fie prioritatea numarul 1, mai ales in aceste vremuri in care aparent timp nu mai exista!"
- Sfaturile unuia dintre cei mai căutați specialiști din România: "Sportul de performanță înseamnă accidentări și operații!"

http://www.autotestmagazin.ro/mihai-dragomir-omule-nu-uita-ca-te-ai-nascut-fara-piese-de-schimb/ Arhivat în 4 octombrie 2018, la Wayback Machine.